# Steekslot

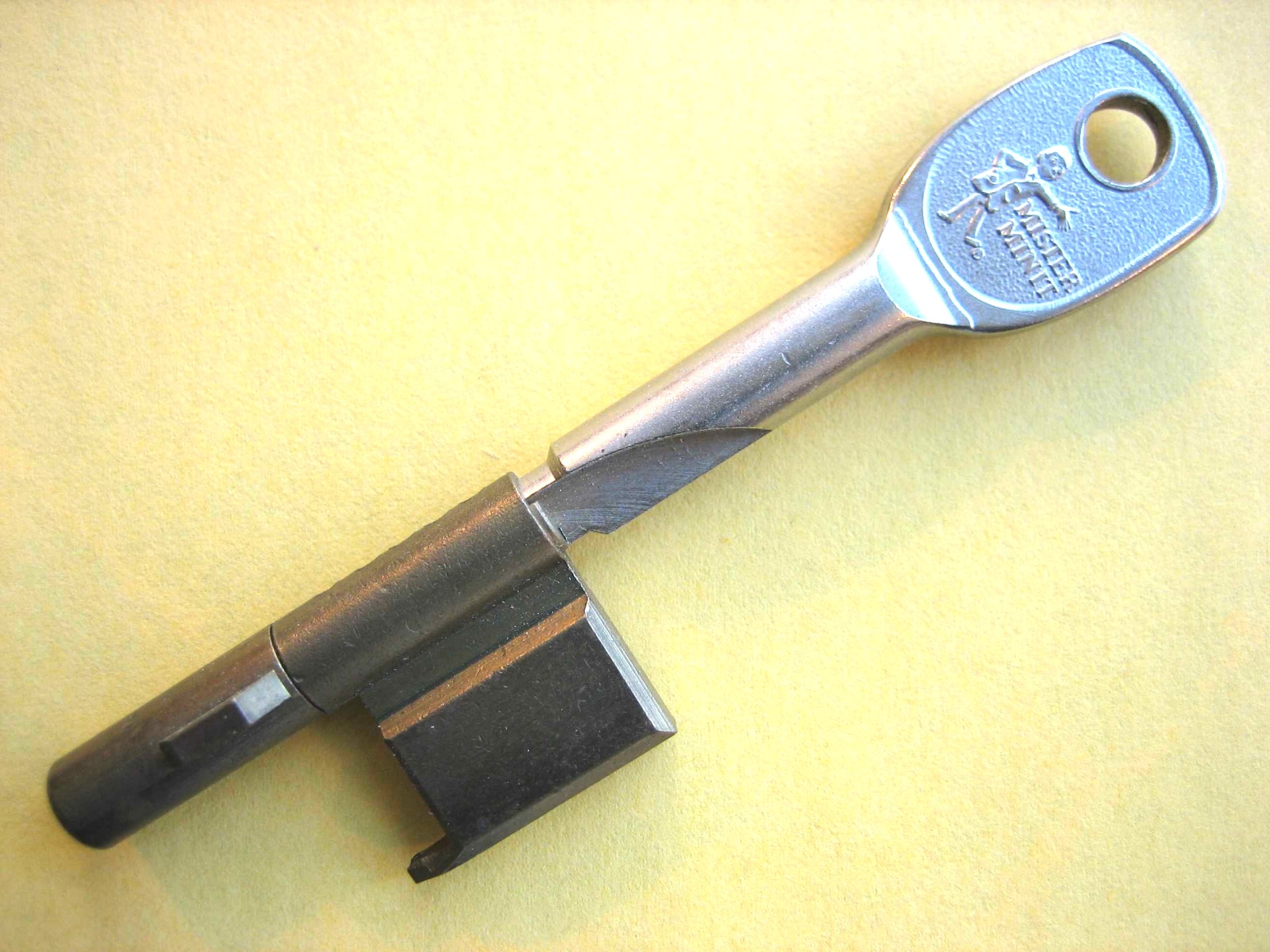
Een (gesloten) steekslot

Een steekslot is een klein slot, meestal van messing, dat in een sleutelgat kan worden aangebracht bij sloten die werken met zogenaamde 'baardsleutels'.
Men gebruikt dit hulpmiddel voornamelijk om een grotere veiligheid te bereiken bij onder meer bontebaardsloten, die vaak nog bij binnendeuren van (oudere) woningen zijn aangebracht. Andere typen worden gebruikt om vitrines, diepvriezers of koppelingen van aanhangers te beveiligen.
Het steekslot wordt aangebracht door het in een geschikt slot te steken en vervolgens te draaien; na het afnemen van de sleutel blijft de huls in het sleutelgat achter. Door deze sleutelgatversperring  wordt het onrechtmatig openen van het slot bemoeilijkt, zo is het gebruik van een loper of dergelijke uitgesloten. De huls, die met de bijpassende sleutel weer verwijderd kan worden, verdwijnt geheel in het slot, zodat er uiterlijk geen verandering te zien is.